# Synagoga w Ostrowie Lubelskim
Synagoga w Ostrowie Lubelskim – nieistniejąca synagoga znajdująca się dawniej w mieście Ostrów Lubelski, w województwie lubelskim.
Została wybudowana w latach 1876–1890. W czasie okupacji hitlerowskiej została zniszczona przez nazistów. Obecnie nie istnieje.